# 廢財闖天關
《廢財闖天關》（英語：Here Comes Fortune Star），2020年三立華人電視劇八點檔系列第22部作品。由李國毅、李亦捷、邱昊奇、梁舒涵、邵翔、梁以辰領銜主演。為三立都會台繼《我的青春沒在怕》後，再度製播的平日八點檔戲劇。於2020年10月8日開鏡，開播 三立都會台、華視主頻於2020年11月17日首播，2021年4月9日完結。第一季為60集，第二季為30集，全季共計90集。本劇是三立平日八點華劇最多集數者，與《我們發財了》並列平日華劇開播以來目前最多集數者。

## 播出時間

### 首播
| 頻道/影音   | 所在地   | 播出日期       | 播出時間                                          |
| ----------- | -------- | -------------- | ------------------------------------------------- |
| 三立都會台  | 臺灣     | 2020年11月17日 | 每週一至週五 20:00－21:00                         |
| 華視主頻    | 臺灣     | 2020年11月17日 | 每週一至週五 21:00－22:00 (11月17日 20:00－21:00) |
| 愛奇藝      | 臺灣     | 2020年11月17日 | 每週一至週五 24:00 上架                           |
| YouTube     | 臺灣     | 2021年7月5日   | 每週一至週日 19:00 上架                           |
| Line TV     | 臺灣     | 2020年11月18日 | 每週二至週六 18:00 上架                           |
| KKTV        | 臺灣     | 2020年11月21日 | 每週六 22:00 上架五集                             |
| 三立綜合台  | 臺灣     | 2021年2月25日  | 每週一至週五 20:00 - 21:00                        |
| Vidol影音   | 全球     | 2020年11月17日 | 每週一至週五 22:00 上架                           |
| Astro欢喜台 | 马来西亚 | 2021年2月25日  | 星期一至五 17:30 - 18:25                          |

### 重播
| 頻道       | 所在地 | 播出日期       | 播出時間                                              |
| ---------- | ------ | -------------- | ----------------------------------------------------- |
| 三立都會台 | 臺灣   | 2020年11月18日 | 每週二至週六 00:00－01:00                             |
| 三立都會台 | 臺灣   | 2020年11月18日 | 每週一至週五 13:00－14:00                             |
| 三立都會台 | 臺灣   | 2020年11月18日 | 每週一至週五 17:00－18:00                             |
| 華視主頻   | 臺灣   | 2020年11月18日 | 每週二至週六 00:00－01:00(前一集)01:00－02:00(新一集) |
| 華視主頻   | 臺灣   | 2020年11月18日 | 每週一至週五 11:00－11:58                             |
| 華視主頻   | 臺灣   | 2020年11月18日 | 每週一至週五 20:00－21:00                             |
| 三立都會台 | 臺灣   | 2020年11月21日 | 星期六 16:00－17:00(第一集)                           |
| 三立都會台 | 臺灣   | 2020年11月22日 | 星期日 15:00－18:00(第二~四集)                        |
| 三立都會台 | 臺灣   | 2020年11月28日 | 每周六 15:00－17:00(重播星期一.星期二播出集數)        |
| 三立都會台 | 臺灣   | 2020年11月29日 | 每週日 15:00－18:00(重播星期三~星期五播出集數)        |
| 三立綜合台 | 臺灣   | 2021年2月26日  | 每週一至週五 01:00 - 02:00                            |
| 三立綜合台 | 臺灣   | 2021年2月26日  | 每週一至週五 06:00 - 07:00                            |
| 三立綜合台 | 臺灣   | 2021年2月26日  | 每週一至週五 12:00 - 13:00                            |

## 故事大綱
第一季
財神趙子默（李國毅飾）因「前世塵緣未了」被貶下凡間了卻前緣，成了名符其實的「廢財」，他法力盡失、帥度大減，有苦難言。他遇上倒霉運不斷的「廢才霉女」凌霄飯店二代夏天芹（李亦捷飾），意外發現夏天芹跟這間快倒的破舊飯店是他重返天庭的關鍵！隨著記憶一點一滴解封，趙子默終於發現，這段連孟婆湯都洗不去的前世，原來藏著如此深刻的遺憾……
第二季
天才霸總Cash與趙子默外表一模一樣，但他卻不是趙子默？！他的來歷究竟是……？夏天芹將如何幫助為睡眠障礙所苦的他？與此同時，蘇菲亞遇Cash罹患了失智症的媽媽也意外成了好朋友。
邵子（梁舒涵飾）為了張理謙（邱昊奇飾），正努力學習當一位合格的「執行長夫人」，但她的行為改造師Peter卻意外闖入她與張理謙的甜蜜生活。
凌霄飯店與大合飯店競逐世界飯店桂冠大賽，一邊是未婚妻力挺的閨密，一邊是姑姑力保的家族企業，張理謙陷入了兩難，而張震宇在這過程中又將使出什麼卑劣手段？

## 演員陣容

### 主要演員  第一季、第二季
| 演員   | 角色                     | 簡介 | 登場集數                                                                 |
| 李國毅 | 財神                     | 被貶到凡間的落難財神，以趙子默的名義進入凌霄飯店成為副總。 | 全劇                                                                     |
| 李國毅 | 趙子默 (第一季) (第二季) | 財神前世 | 1-2,4,6-7,14,17,19-20,27,31-32,36-38,42,44,46,51,56,58,65,71,74,76,80-83 |
| 李國毅 | 趙天財/Cash (第二季)     | 財神轉世，Judy的兒子，Coco的弟弟，新聯國際集團首席投資顧問。有嚴重睡眠障礙，需要夏天芹的幫助才能睡個好覺，下凡後，變成天芹的男友。                                                     | 60-90                                                                    |
| 李亦捷 | 夏天芹 (第一季) (第二季) | 凌霄飯店總經理，邵瑜芳的閨蜜，負二代吸禍千金，從小到大倒楣事不斷，遇到趙子默之後才漸漸化解吸禍體質，被下凡後的cash動之以情，後變cash的女友。                                           | 全劇                                                                     |
| 李亦捷 | 方瑤 (第一季) (第二季)   | 夏天芹的前世 | 1-2,4,6-7,14,17,19-20,27,30-32,38,42,51,56,58,65,71,74,76,79-83          |
| 邱昊奇 | 張理謙 (第一季) (第二季) | 張氏集團董事長，邵瑜芳的丈夫，張啟宏的兒子，張啟正、張美琪的侄子，張震宇的堂弟，邵德壽、蔡如萍的女婿，本為無情狡詐富二代，遇到邵瑜芳之後性情才漸漸轉變，最後接任張氏集團接班人的位子。 | 2-9,21-69,71-90                                                          |
| 邱昊奇 | 牛雲龍 (第一季)          | 暱稱「阿牛」，張理謙車禍失憶期間邵家編造給他的假身分。 | 9-21,30,35,37,41-42,48-49,56,85                                          |
| 梁舒涵 | 邵瑜芳 (第一季) (第二季) | 暱稱「邵子」，張氏集團董事長夫人，張理謙的妻子，邵德壽、蔡如萍的女兒，張啟宏的媳婦，張啟正、張美琪的侄媳婦，張震宇的堂弟媳，夏天芹的閨蜜。專業水電工，是凌霄老街的女漢子。             | 全劇                                                                     |
| 邵翔   | 張震宇 (第一季) (第二季) | 張氏集團營運長，張理謙的堂哥，張啟正的兒子，邵瑜芳的堂大伯，張啟宏、張美琪的侄子，夏天芹的學長。腹黑假暖男，表面上謙恭體貼，內心卻滿是壞主意，最後被城隍帶回監獄。                     | 3,5-9,12-27,30-32,34-64,66,68-69,71,73-78,80,82-84,86-90                 |
| 邵翔   | 張士豪 (第一季)          | 張震宇的前世 | 50-51                                                                    |
| 梁以辰 | 蘇菲亞 (第一季) (第二季) | 方瓊的後世。凌霄飯店餐廳主廚，在育幼院長大。與夏天芹形同姊妹。 | 24-34,36-46,48-50,52-59,61-82,84-90                                      |
| 梁以辰 | 女瘟神 (第一季)          | 冷豔女瘟神 | 1-2,29-30,33-34,38-41,45-46,48-55,57,59-60                               |
| 梁以辰 | 方瓊 (第一季)            | 方瑤的姊姊 | 19-20,27,30,36-37,44,46,50,58,82                                         |

### 其他演員(第一季)

#### 天庭
- 羅北安 飾 玉帝
- 石知田 飾 月老
- 地球 飾 善財簿、林善財：財神的法器助手
- 應蔚民 飾 唬神：下凡為財神廟廟公
- 楊鎮 飾 雷神
- 李迪恩 飾 二郎神
- 英承晞 飾 哪吒
- 吳廷宏 飾 山神
- 賴東賢 飾 城隍

#### 凌霄飯店
- 吳季璇 飾 鄧文琳：飯店前枱，後來成為飯店甜點師
- 班鐵翔 飾 潘東楷：飯店西餐部主廚
- 謝其文 飾 周鐵夫：飯店老臣子，大堂經理
- 葉蕙芝 飾 張麗花：房務主管
- 李泰君 飾 楊冠辰：飯店門衛
- 吳宥安[1] 飾 蔣翊安：大廳櫃檯

#### 夏家
- 檢場 飾 夏志明：凌霄飯店董事長，方永潔的丈夫，夏天芹的父親。
- 米凱莉 飾 方永潔：凌霄飯店董事長夫人，夏志明的妻子，夏天芹的母親。

#### 張家
- 王道 飾 張啟正：張美琪的大哥，張理謙的大伯父，張啟宏的哥哥，張震宇的父親。
- 張復建 飾 張啟宏：張美琪的二哥，張理謙的父親，張震宇的叔叔，張啓正的弟弟，邵瑜芳的公公。中風休養中。
- 葛蕾 飾 張美琪/Maggie：張啟正、張啟宏的妹妹，張理謙、張震宇的姑姑。本旅居德國，近期回到臺灣。最希望看到兩個姪子張震宇、張理謙和好，一起振興張氏集團。

#### 邵家
- 陳慕義 飾 邵德壽：蔡如萍的丈夫，邵瑜芳的父親，張理謙的岳父。
- 錦雯 飾 蔡如萍：邵德壽的妻子，邵瑜芳的母親，張理謙的岳母。自稱「Fiona蔡」。
- 李得全 飾 邵萬豐：凌霄村村長。

#### 嚴家
- 管麟 飾 嚴一帆：嚴小婷的父親。
- 陳品嫙 飾 嚴小婷：嚴一帆的女兒。

#### 其他演員
- 黃甄妮 飾 徐天愛：徐氏集團千金，單戀張理謙。
- 梅賢治 飾 謝玉樹：警察，單戀邵瑜芳，是邵爸、邵媽看中的女婿人選。
- 王牧語 飾 莫妮卡：張氏集團營運長的秘書。
- 劉濟民 飾 王宗興：所長。
- 朱薇彤 飾 方瑤：小時候的方瑤。
- 劉欣亞 飾 方瓊：小時候的方瓊。
- 李禹鑫 飾 趙子默：小時候的趙子默。
- 黃子庭 飾 夏天芹：小時候的夏天芹。
- 麥海淇 飾 張理謙：小時候的張理謙。

### 其他演員(第二季)

#### 天庭
- 羅北安 飾 玉帝
- 石知田 飾 月老、Mr.柴：下凡後成為婚顧
- 應蔚民 飾 唬神：下凡為財神廟廟公
- 英承晞 飾 哪吒
- 楊銘威 飾 城隍，地府天巡者客串
- 唐振剛 飾 灶神

#### 凌霄飯店
- 吳季璇 飾 鄧文琳：飯店前枱，後來成為飯店甜點師
- 班鐵翔 飾 潘東楷：飯店西餐部主廚
- 謝其文 飾 周鐵夫：飯店老臣子，前經理
- 葉蕙芝 飾 張麗花：房務主管
- 李泰君 飾 楊冠辰：飯店門衛
- 宋羽葤[2] 飾 蔣翊安：大廳經理
- 王淳永 飾 小王：飯店門衛

#### 夏家
- 檢場 飾 夏志明：凌霄飯店董事長，方永潔的丈夫，夏天芹的父親。
- 米凱莉 飾 方永潔：凌霄飯店董事長夫人，夏志明的妻子，夏天芹的母親。

#### 張家
- 王道 飾 張啟正：張美琪的大哥，張理謙的大伯父，張震宇的父親。
- 張復建 飾 張啟宏：張美琪的二哥，張啟正的弟弟，張理謙的父親，邵瑜芳的公公。中風休養中。
- 葛蕾 飾 張美琪/Maggie：張啟正、張啟宏的妹妹，張震宇、張理謙的姑姑。本旅居德國，近期回到臺灣。最希望看到兩個姪子張震宇、張理謙和好，一起振興張氏集團。

#### 邵家
- 陳慕義 飾 邵德壽：蔡如萍的丈夫，邵瑜芳的父親，張理謙的岳父。
- 錦雯 飾 蔡如萍：邵德壽的妻子，邵瑜芳的母親，張理謙的岳母。自稱「Fiona蔡」。
- 李得全 飾 邵萬豐：凌霄村村長。

#### 嚴家
- 管麟 飾 嚴一帆：宋辰辰的前夫，嚴小婷的父親。
- 陳品嫙 飾 嚴小婷：嚴一帆、宋辰辰的女兒。
- 安晨芯 飾 宋辰辰：嚴一帆的前妻，嚴小婷的母親。

#### 趙家
- 丁也恬 飾 黎甄/Judy：Coco、Cash的母親，喪偶後就患了失智症，與蘇菲亞是好朋友。
- 地球 飾 趙高材/Coco：Judy的兒子，Cash的哥哥

#### 其他演員
- 黃甄妮 飾 徐天愛：徐氏集團千金，單戀張理謙。
- 梅賢治 飾 謝玉樹：警察，單戀邵瑜芳，是邵爸、邵媽看中的女婿人選。
- 王牧語 飾 莫妮卡：張氏集團營運長的秘書。
- 孫其君 飾 Peter：邵瑜芳的行為改造師，專門訓練名媛的美姿美儀。

### 客串演員
- 紀言愷 飾 陳文良：夏天芹的前男友
- 李杏 飾 張琳琳：陳文良的新婚妻子，新婚時以為夏天芹刻意破壞婚禮
- 王道南 飾 張爸：張琳琳的父親。
- 崔佩儀 飾 謝惠文：張琳琳的母親。
- 林煒 飾 魏里昂：自稱甜點主廚
- 洪博軒 飾 魏里昂助理
- 潘奕如 飾 旅館女將
- 應采靈	飾 林滿月
- 楊潔玫 飾 林閩珠：徐天愛的母親。
- 洪喻蕎 飾 張麗雪
- 姜勛 飾 崔天濬/Jasper
- 梁妍甄 飾 唐宥真
- 李若玹 飾 高瑞希
- 王竣民 飾 何金寶
- 石聖龍 飾 醫生

## 電視劇歌曲
| 曲別   | 歌名           | 演唱者        | 作詞                                                       | 作曲                                            |
| 片頭曲 | DoDoDo         | KARENCICI     | KARENCICI                                                  | KARENCICI                                       |
| 片頭曲 | DoDoDo         | KARENCICI     | kvn、邱雅姿                                                | kvn                                             |
| 片尾曲 | 另個時空的你   | 柯泯薰        | 柯泯薰                                                     | 柯泯薰                                          |
| 片尾曲 | 另個時空的你   | 吳青峰        | 柯泯薰                                                     | 吳青峰                                          |
| 片尾曲 | 拋             | 柯泯薰        | 柯泯薰、秦旭章                                             | 秦旭章                                          |
| 插曲   | Fool in love   | 閻奕格、Lydia | JY 林晉元、陳冠甫、Jose Manuel Moles、Paula Gonzalez Guasp | 陳冠甫、Jose Manuel Moles、Paula Gonzalez Guasp |
| 插曲   | 我行我素我爱你 | 郁可唯        | 彭學斌                                                     | 彭學斌、陳韋汐                                  |
| 插曲   | 傷得起         | 蔡黃汝        | 黃婷                                                       | 張簡君偉                                        |
| 插曲   | 眼淚博物館     | 鄭興          | 鄭興                                                       | 鄭興                                            |

## 收視率

### 第一季
| 臺灣 三立都會台 首播收视率                                         |                |              |              |                                                     |
| 集數                                                               | 播出日期       | 收视率       | 排名         | 備註                                                |
| 1                                                                  | 2020年11月17日 | 0.55         | 5            | 每週一至週五晚間八點首播 無線收視0.55，有線收視0.74 |
| 2                                                                  | 2020年11月18日 | 0.66         | 5            | 有線收視0.88                                        |
| 3                                                                  | 2020年11月19日 | 0.65         | 5            |                                                     |
| 4                                                                  | 2020年11月20日 | 0.65         | 5            |                                                     |
| 5                                                                  | 2020年11月23日 | 0.50         | 5            |                                                     |
| 6                                                                  | 2020年11月24日 | 0.68         | 5            | 有線收視0.91                                        |
| 7                                                                  | 2020年11月25日 | 0.64         | 5            | 有線收視0.85                                        |
| 8                                                                  | 2020年11月26日 | 0.61         | 5            | 有線收視0.86                                        |
| 9                                                                  | 2020年11月27日 | 0.55         | 5            |                                                     |
| 10                                                                 | 2020年11月30日 | 0.68         | 5            | 有線收視0.90                                        |
| 11                                                                 | 2020年12月1日  | 0.67         | 5            | 有線收視0.89                                        |
| 12                                                                 | 2020年12月2日  | 0.58         | 6            |                                                     |
| 13                                                                 | 2020年12月3日  | 0.53         | 5            |                                                     |
| 14                                                                 | 2020年12月4日  | 0.42         | 5            |                                                     |
| 15                                                                 | 2020年12月7日  | 0.62         | 5            | 有線收視0.82                                        |
| 16                                                                 | 2020年12月8日  | 0.76         | 5            | 有線收視1.01 25至39歲有線收視1.13                   |
| 17                                                                 | 2020年12月9日  | 0.60         | 5            | 有線收視0.8                                         |
| 18                                                                 | 2020年12月10日 | 0.61         | 5            | 有線收視0.81                                        |
| 19                                                                 | 2020年12月11日 | 0.66         | 5            |                                                     |
| 20                                                                 | 2020年12月14日 | 0.59         | 5            |                                                     |
| 21                                                                 | 2020年12月15日 | 0.86         | 5            | 有線收視1.14                                        |
| 22                                                                 | 2020年12月16日 | 0.89         | 5            | 有線收視1.19                                        |
| 23                                                                 | 2020年12月17日 | 0.68         | 5            |                                                     |
| 24                                                                 | 2020年12月18日 | 0.68         | 5            |                                                     |
| 25                                                                 | 2020年12月21日 | 0.60         | 5            |                                                     |
| 26                                                                 | 2020年12月22日 | 0.88         | 5            |                                                     |
| 27                                                                 | 2020年12月23日 | 0.73         | 5            |                                                     |
| 28                                                                 | 2020年12月24日 | 0.64         | 5            |                                                     |
| 29                                                                 | 2020年12月25日 | 0.61         | 5            |                                                     |
| 30                                                                 | 2020年12月28日 | 0.54         | 5            |                                                     |
| 31                                                                 | 2020年12月29日 | 0.75         | 5            |                                                     |
| 32                                                                 | 2020年12月30日 | 0.81         | 5            | 有線收視1.07                                        |
| 2020年12月31日，因播出2021台中犇向幸福跨年演唱會，故暫停播出一次。 |                |              |              |                                                     |
| 33                                                                 | 2021年1月1日   | 0.59         | 5            |                                                     |
| 34                                                                 | 2021年1月4日   | 0.56         | 5            |                                                     |
| 35                                                                 | 2021年1月5日   | 0.70         | 5            |                                                     |
| 36                                                                 | 2021年1月6日   | 0.59         | 5            |                                                     |
| 37                                                                 | 2021年1月7日   | 0.60         | 5            |                                                     |
| 38                                                                 | 2021年1月8日   | 0.59         | 5            |                                                     |
| 39                                                                 | 2021年1月11日  | 0.71         | 5            |                                                     |
| 40                                                                 | 2021年1月12日  | 0.75         | 5            |                                                     |
| 41                                                                 | 2021年1月13日  | 0.66         | 5            |                                                     |
| 42                                                                 | 2021年1月14日  | 0.58         | 5            |                                                     |
| 43                                                                 | 2021年1月15日  | 0.43         | 5            |                                                     |
| 44                                                                 | 2021年1月18日  | 0.61         | 5            |                                                     |
| 45                                                                 | 2021年1月19日  | 0.65         | 5            |                                                     |
| 46                                                                 | 2021年1月20日  | 0.66         | 5            |                                                     |
| 47                                                                 | 2021年1月21日  | 0.61         | 5            |                                                     |
| 48                                                                 | 2021年1月22日  | 0.66         | 5            |                                                     |
| 49                                                                 | 2021年1月25日  | 0.68         | 4            |                                                     |
| 50                                                                 | 2021年1月26日  | 0.75         | 4            | 25至39歲有線收視1.33                                |
| 51                                                                 | 2021年1月27日  | 0.62         | 4            |                                                     |
| 52                                                                 | 2021年1月28日  | 0.70         | 4            |                                                     |
| 53                                                                 | 2021年1月29日  | 0.48         | 4            |                                                     |
| 54                                                                 | 2021年2月1日   | 無收視率調查 | 無收視率調查 |                                                     |
| 55                                                                 | 2021年2月2日   | 無收視率調查 | 無收視率調查 |                                                     |
| 56                                                                 | 2021年2月3日   | 無收視率調查 | 無收視率調查 |                                                     |
| 57                                                                 | 2021年2月4日   | 0.57         | 5            |                                                     |
| 58                                                                 | 2021年2月5日   | 0.50         | 5            |                                                     |
| 59                                                                 | 2021年2月8日   | 0.64         | 5            |                                                     |
| 60                                                                 | 2021年2月9日   | 0.76         | 5            | 第一季精采最終回                                    |
| 幕後特輯                                                           | 2021年2月10日  | 0.68         | 5            |                                                     |
| 平均收視率                                                         | 平均收視率     | 0.64         | 5            | 不包含第54集-第56集                                 |

1. 同时段或交叉时段主要节目：
  - 三立台灣台《天之驕女》
  - 民視無線台《多情城市》
  - 台視：《生生世世》／《加油！美玲》(重播)
  - TVBS歡樂台：《女力報到－最美的約定》／《女力報到－好運到》
2. 由AC尼爾森調查，調查範圍是四歲以上收看電視之觀眾。
3. 資料來源：台灣-偶像劇場、凱絡媒體週報、AC尼尔森

### 第二季
| 臺灣 三立都會台 首播收视率 |               |        |      |                         |
| 集數                       | 播出日期      | 收视率 | 排名 | 備註                    |
| 61                         | 2021年3月1日  | 0.56   | 4    | 第二季開播              |
| 62                         | 2021年3月2日  | 0.52   | 4    |                         |
| 63                         | 2021年3月3日  | 0.53   | 4    | 女性25-39歲有線收視1.12 |
| 64                         | 2021年3月4日  | 0.56   | 4    |                         |
| 65                         | 2021年3月5日  | 0.48   | 4    |                         |
| 66                         | 2021年3月8日  | 0.44   | 4    |                         |
| 67                         | 2021年3月9日  | 0.56   | 4    |                         |
| 68                         | 2021年3月10日 | 0.39   | 4    |                         |
| 69                         | 2021年3月11日 | 0.52   | 4    |                         |
| 70                         | 2021年3月12日 | 0.47   | 4    |                         |
| 71                         | 2021年3月15日 | 0.46   | 4    |                         |
| 72                         | 2021年3月16日 | 0.59   | 4    |                         |
| 73                         | 2021年3月17日 | 0.52   | 4    |                         |
| 74                         | 2021年3月18日 | 0.52   | 4    |                         |
| 75                         | 2021年3月19日 | 0.49   | 4    |                         |
| 76                         | 2021年3月22日 | 0.56   | 4    |                         |
| 77                         | 2021年3月23日 | 0.52   | 4    |                         |
| 78                         | 2021年3月24日 | 0.46   | 4    |                         |
| 79                         | 2021年3月25日 | 0.48   | 4    |                         |
| 80                         | 2021年3月26日 | 0.61   | 4    |                         |
| 81                         | 2021年3月29日 | 0.48   | 4    |                         |
| 82                         | 2021年3月30日 | 0.66   | 4    |                         |
| 83                         | 2021年3月31日 | 0.59   | 4    |                         |
| 84                         | 2021年4月1日  | 0.52   | 4    |                         |
| 85                         | 2021年4月2日  | 0.44   | 4    |                         |
| 86                         | 2021年4月5日  | 0.64   | 4    |                         |
| 87                         | 2021年4月6日  | 0.82   | 4    |                         |
| 88                         | 2021年4月7日  | 0.63   | 4    |                         |
| 89                         | 2021年4月8日  | 0.46   | 4    |                         |
| 90                         | 2021年4月9日  | 0.67   | 4    | 第二季精采最終回        |
| 平均收視率                 | 平均收視率    | 0.54   | 4    | 全季終                  |

1. 同时段或交叉时段主要节目：
  - 三立台灣台《天之驕女》
  - 民視無線台《多情城市》
  - 台視：《加油！美玲》(重播)
  - TVBS歡樂台：《女力報到－好運到》／《女力報到－愛情公寓》
2. 由AC尼爾森調查，調查範圍是四歲以上收看電視之觀眾。
3. 資料來源：台灣-偶像劇場、凱絡媒體週報、AC尼尔森

## 周邊商品
- 《廢財闖天關》LINE 官方貼圖
  - 內容：李國毅、李亦捷、邱昊奇、梁舒涵有聲貼圖
  - 發行：三立電視

## 大事記

### 2020年
- 10月5日，李國毅、李亦捷出席《廢財闖天關》男女主角卡司發布會[3]。
- 10月10日，《廢財闖天關》開鏡。
- 10月30日，李國毅、梁舒涵、梁以辰出席《廢財闖天關》第二波卡司發布會[4]。
- 11月4日，李亦捷、管麟、邱昊奇、邵翔出席《廢財闖天關》第三波卡司發布會[5]。
- 11月13日，舉辦《廢財闖天關》首映會[6]並釋出13分鐘完整片花[7]。
- 11月17日，三立都會台、華視主頻首播。
- 12月26日，李國毅、李亦捷、邱昊奇、梁舒涵、邵翔、梁以辰、管麟、吳季璇、陳品嫙、黃甄妮、地球出席《廢財闖天關》台北見面會[8]。
- 12月31日，三立都會台因播出2021台中犇向幸福跨年演唱會，故暫停播出一次。而華視也因播出2021「紫耀義大 享樂拾光」跨年晚會，皆暫停播出一次。

### 2021年
- 2月9日，《廢財闖天關》精采最終回。
- 2月10日，《廢財闖天關》幕後特輯。
- 2月15日，《牛轉乾坤財神到》開播。
- 2月24日，梁舒涵、孫其君出席《廢財闖天關2》豪門媳婦遇上帥小王？記者會[9]。
- 2月26日，《牛轉乾坤財神到》精采最終回。
- 3月1日，《廢財闖天關2》開播。
- 4月9日，全劇殺青。《廢財闖天關2》精采最終回。
- 4月13日，假晶宴會館(民權館)舉行殺青宴。

## 軼事
- 此劇是演員李國毅、黃甄妮、地球、孫其君、陳慕義及導演吳蒙恩繼《我的自由年代》後再度合作。
- 「蔣翊安」原由吳宥安飾演，後由宋羽葤飾演。
- 安晨芯於初期片頭顯示飾演角色名為「宋允娜」，第61集起因故移除片頭角色名稱，第72集起由飾演角色名為「宋辰辰」登場。
- 「城隍」第一季由賴東賢飾演，第二季後由楊銘威 飾演。
- 此劇為三立的華語戲劇首次推出續集/第二季。

## 製作團隊
- 導演：
  - 姜秉辰、吳蒙恩（第1集-第15集）[10]
  - 吳蒙恩（第16集-第65集）
  - 蔡旻樺（第66集-第90集）
- 總監製：洪任中、孫證荃
- 策劃：張丞頤
- 製作人：曾禎、楊淳翔
- 編劇統籌：
  - 胡寧遠（第1集-第60集、第83集-第90集）
  - 柯尊仁（第61集-第76集）
  - 王宥蓁（第77集-第82集）
- 編劇：
  - 柯尊仁、顏一帆、黃小美、楊孟嘉、陳紡嫻（第1集-第60集）
  - 陳紡嫻、黃小美、楊孟嘉、王宥蓁（第61集-第76集）
  - 柯尊仁、陳紡嫻、黃小美、楊孟嘉（第77集-第82集）
  - 柯尊仁、王宥蓁、陳紡嫻、黃小美、楊孟嘉（第83集至-第90集）
- 製作公司：星映電影有限公司、三立電視
- 冠名贊助
  - 三立都會台：ONE BOY 衝鋒衣（第1集-第40集）、一家人益生菌（第41集-牛轉乾坤財神到）、ONE BOY 輕鋒衣（第61集-第90集）
  - 華視主頻：蘿琳亞塑身衣 （第1集-第90集）
  - Vidol影音：村却國際溫泉酒店 （第1集-第90集）

## 取景

#### 宜蘭縣
- 羅東鎮
  - 村却國際溫泉酒店
- 五結鄉
  - 利澤簡廣惠宮
- 頭城鎮
  - 烏石漁港
- 員山鄉
  - 木渠黃宜蘭多肉·療癒花果農場

#### 台北市
- 中正區
  - TutorABC-T館
- 大安區
  - 酒窖子
- 士林區
  - 國立臺灣科學教育館
- 北投區
  - 竹子湖黑森林
  - 聖高隆邦天主堂
- 內湖區
  - 大溝溪親水步道
- 南港區
  - DanceStar舞星舞蹈學校

#### 新北市
- 平溪區
  - 真樸齋
  - 平陽橋
  - 嶺腳車站
  - 嶺腳老街
  - 菁桐老街太豐建材行
  - 紅寶礦工食堂
- 萬里區
  - 鑽金宮
- 深坑區
  - 深坑老街[10]
- 汐止區
  - 寬和宴展館
- 五股區
  - 水碓觀景公園

#### 桃園市
- 大園區
  - 敏盛醫院大園院區
- 龜山區
  - 呂山財神廟
- 楊梅區
  - 埔心牧場

#### 新竹縣
- 尖石鄉
  - 6號花園

#### 嘉義縣
- 竹崎鄉
  - 親水公園
  - 牛稠溪橋
  - 竹崎車站
- 中埔鄉
  - 農會金蘭分部[11]

## 外部連結
- 官方网站－三立
- 官方网站－華視
- 三立華劇的Facebook專頁
- 三立華劇的Instagram帳戶
- YouTube上的三立華劇頻道
- 台娛百科上的相关条目：廢財闖天關
- YouTube上的《廢財闖天關》播放列表

## 作品的變遷
| 臺灣 三立都會台 每週一至週五 20:00 - 21:00 | 臺灣 三立都會台 每週一至週五 20:00 - 21:00 | 臺灣 三立都會台 每週一至週五 20:00 - 21:00     |
| --- | --- | ---------------------------------------------- |
| | 廢財闖天關 第一季 （2020年11月17日－2021年2月9日）廢財闖天關 幕後特輯 （2021年2月10日） |                                                |
| 我的青春沒在怕 （2020年7月15日－2020年10月6日）月村歡迎你（重播） （2020年10月7日－2020年11月16日） | 2021超級華人風雲大賞 (20:00 - 24:00) （2021年2月11日）型男大主廚牛轉乾坤賀新春 (19:00 - 21:00) （2021年2月12日）牛轉錢坤財神到 （2021年2月15日－2021年2月26日）廢財闖天關 第二季 （2021年3月1日－2021年4月9日） |                                                |
| 廢財闖天關 第一季 （2020年11月17日－2021年2月9日）廢財闖天關 幕後特輯 （2021年2月10日）2021超級華人風雲大賞 (20:00 - 24:00) （2021年2月11日）型男大主廚牛轉乾坤賀新春 (19:00 - 21:00) （2021年2月12日） | 牛轉錢坤財神到 （2021年2月15日－2021年2月26日）廢財闖天關 第二季 （2021年3月1日－2021年4月9日） | 三隻小豬的逆襲 （2021年4月12日－2021年8月6日） |

| 臺灣 華視主頻 每週一至週五 21:00 - 22:00 · 11月17日 20:00 - 21:00 | 臺灣 華視主頻 每週一至週五 21:00 - 22:00 · 11月17日 20:00 - 21:00 | 臺灣 華視主頻 每週一至週五 21:00 - 22:00 · 11月17日 20:00 - 21:00 |
| --- | --- | ----------------------------------------------------------------- |
| | 廢財闖天關 第一季 （2020年11月17日－2021年2月9日）廢財闖天關 幕後特輯 （2021年2月10日）                                                                                                |                                                                   |
| 我的青春沒在怕 （2020年7月29日－2020年10月28日）最佳利益（重播） （20:00 - 21:30） （2020年10月29日－2020年11月16日）                                                           | 黄金年代 （2021年2月11日）新名偵探柯南20週年紀念特別篇 (20:00 - 22:00) （2021年2月12日）牛轉錢坤財神到 （2021年2月15日－2021年2月26日）廢財闖天關 第二季 （2021年3月1日-2021年4月9日） |                                                                   |
| 廢財闖天關 第一季 （2020年11月17日－2021年2月9日）廢財闖天關 幕後特輯 （2021年2月10日）黄金年代 （2021年2月11日）新名偵探柯南20週年紀念特別篇 (20:00 - 22:00) （2021年2月12日） | 牛轉錢坤財神到 （2021年2月15日－2021年2月26日）廢財闖天關 第二季 （2021年3月1日-2021年4月9日）                                                                                         | 三隻小豬的逆襲 （2021年4月12日－2021年8月6日）                    |

| 马来西亚 Astro歡喜台、Astro歡喜台HD 星期一至五 17:30 - 18:30 | 马来西亚 Astro歡喜台、Astro歡喜台HD 星期一至五 17:30 - 18:30                                                              | 马来西亚 Astro歡喜台、Astro歡喜台HD 星期一至五 17:30 - 18:30 |
| ------------------------------------------------------------ | --- | ------------------------------------------------------------ |
|                                                              | 廢財闖天關 第一季 P13 （2021年2月25日－2021年5月19日） 廢財闖天關 第二季 P13 (以华语播出) (2021年5月20日 - 2021年6月30日) |                                                              |
| 生生世世 （2020年7月6日－2021年2月24日）                     | 若是一个人 (2021年7月1日 - 2021年7月14日)                                                                                 |                                                              |

| 臺灣 三立綜合台 每週一至週五 20:00 - 21:00       | 臺灣 三立綜合台 每週一至週五 20:00 - 21:00                                                          | 臺灣 三立綜合台 每週一至週五 20:00 - 21:00 |
| ------------------------------------------------ | --------------------------------------------------------------------------------------------------- | ------------------------------------------ |
|                                                  | 廢財闖天關 第一季 （2021年2月26日－2021年5月19日） 廢財闖天關 第二季 (2021年5月20日 - 2021年7月2日) |                                            |
| 極品絕配（重播） （2021年1月7日－2021年2月25日） | 三隻小豬的逆襲 （2021年7月5日－2021年10月8日）                                                      |                                            |